# Franz Feilmayr

Franz Feilmayr

Franz Feilmayr (* 2. November 1870 in Westerhofen; † 11. Januar 1934 in Ellwangen) war ein deutscher Politiker der Zentrumspartei.

## Leben und Wirken
Franz Feilmayr stammte aus dem schwäbischen Unterland. Er besuchte die Volks- und Fortbildungsschule und arbeitete danach als Landwirt. Den größten Teil seines Lebens verbrachte er als Hofbesitzer in Ruital.
Von 1919 gehörte Feilmayr für die katholische Zentrumspartei dem württembergischen Landtag an. 1920 wechselte er für seine Partei als Abgeordneter für den Wahlkreis 34 (Württemberg) in den Reichstag, dem er bis 1930 angehörte. Sein Nachfolger im Reichstag wurde Oskar Farny. Daneben war er Vorstandsmitglied des Schwäbischen Bauernvereins in Ulm und Vorsteher der Bezugs- und Absatzgenossenschaft Oberes Jagsttal und Härtsfeld mit Sitz in Lauchheim. Außerdem war er Mitglied des Vorstandes des Bezirksvereins Ellwangen.

## Schriften
- Allerlei Kriegsgeschichten aus dem Kapfenburger Gebiet. Bucher, Ellwangen 1912.